# Châu Thị Thu Nga
Châu Thị Thu Nga là một doanh nhân và cựu đại biểu Quốc hội Việt Nam. Bà nguyên là đại biểu quốc hội Việt Nam khoá XIII thuộc đoàn đại biểu Quốc hội thành phố Hà Nội. Khi trúng cử thì bà là Phó Chủ tịch Hội doanh nghiệp trẻ thành phố Hà Nội, Chủ tịch Hội đồng quản trị kiêm Tổng giám đốc công ty cổ phần đầu tư xây dựng nhà đất. Bà trúng cử với tỷ lệ phiếu là 61,79 phần trăm thuộc đoàn đại biểu quốc hội Hà Nội. Bà Nga có chồng là Phạm Duy Khanh, cán bộ Cục điều tra CBL thuộc Tổng cục Hải quan.

## Giáo dục
Trình độ chính trị: Trung cấp lý luận chính trị
Trình độ chuyên môn: Tiến sỹ Quản trị Kinh doanh

## Tiểu sử
Bà Nga từng được giữ các chức vụ:
- Ủy viên Ủy ban Tài chính - Ngân sách Quốc hội khóa XIII[4]
- Ủy viên Ban Thường trực nhóm nữ đại biểu quốc hội Việt Nam[1]
- Phó trưởng ban điều hành mạng các sàn giao dịch bất động sản Việt Nam khu vực miền Bắc - Cục Quản lý nhà và thị trường Bất động sản - Bộ Xây dựng Việt Nam
- Chủ tịch CLB vườn ươm doanh nhân - Hội LHTN thành phố Hà Nội
- Chủ tịch Hội đồng quản trị kiêm Tổng giám đốc điều hành Công ty CP Tập đoàn đầu tư xây dựng nhà đất
- Thành viên Tổ chuyên gia liên ngành- Ban chỉ đạo TƯ về chính sách nhà và thị trường Bất động sản
- Ủy viên thường vụ BCH hiệp hội Bất động sản Việt Nam
- Ủy viên tổ chức Nghị sĩ hữu nghị Việt Nam - Cộng hòa LB Đức
- Phó chủ tịch Hội bảo trợ người tàn tật và trẻ mồ côi TP Hà Nội

Đại biểu chuyên trách: Không
Đại biểu Hội đồng nhân dân: Đại biểu HĐND cấp quận (2004-2011); Đại biểu HĐND Tp Hà Nội (2011-2016)
Phụ chú: Bị bãi nhiệm theo Nghị quyết số 92/2015/NQ-QH13 ngày 18/6/2015 (tại Kỳ họp thứ chín, Quốc hội Khóa XIII)

## Vụ án bất động sản
Ngày 7 tháng 1 năm 2015, Chủ tịch Quốc hội Nguyễn Sinh Hùng đã ký Nghị quyết của Ủy ban Thường vụ Quốc hội đồng ý đề nghị khởi tố bị can của Viện Kiểm sát nhân dân tối cao đối với bà Châu Thị Thu Nga về tội lừa đảo chiếm đoạt tài sản. Cũng tại nghị quyết này, Ủy ban Thường vụ Quốc hội đã tạm đình chỉ nhiệm vụ ĐBQH của bà Nga.
Ngày 8 tháng 1 năm 2015, Trung tâm báo chí (Văn phòng Quốc hội) đã có văn bản thông tin về việc bà Châu Thị Thu Nga, ĐBQH đoàn Hà Nội bị Cơ quan Cảnh sát điều tra Bộ Công an khởi tố, bắt tạm giam. Hàng chục khách hàng đã ký đơn gửi lên Quốc hội và Bộ Công an yêu cầu xử lý việc công ty mà bà Châu Thị Thu Nga làm Chủ tịch Hội đồng Quản trị đã nhận hàng trăm tỷ đồng của khách hàng từ vài năm nay với lời hứa sẽ giao cho họ những căn hộ tại công trình mang tên B5 Cầu Diễn vào năm 2015. Tuy nhiên dự án hiện vẫn chỉ là một bãi đất trống.
Ngày 18 tháng 6 năm 2015, Châu Thị Thu Nga bị Quốc hội Việt Nam bãi nhiệm tư cách đại biểu.

## Án chung thân
Chiều 16/10, sau hai tuần xét xử, nghị án kéo dài, TAND Hà Nội tuyên án tù chung thân với bị cáo Châu Thị Thu Nga (cựu đại biểu Quốc hội, cựu chủ tịch HĐQT Housing Group) về tội Lừa đảo chiếm đoạt tài sản.

## Khai báo chi tiền để vào Quốc hội
Sau khi bị bắt, bà Nga khai báo đã chi khoảng 1,5 triệu USD (tương đương 30 tỉ đồng) cho một doanh nghiệp về vàng bạc tại TP.Hà Nội để nhờ lo các thủ tục ứng cử đại biểu Quốc hội khóa XIII.